# McMillions
McMillions (stylisé en McMillion$) est un documentaire produit par HBO, une chaîne de télévision payante américaine. Cette mini-série documentaire de 6 épisodes revient sur la fraude organisée dont fut victime le jeu Monopoly de la chaîne de restauration rapide McDonald's entre 1989 et les débuts des années 2000 aux États-Unis.

## Contexte
En 1987, McDonald's lance l'opération commerciale McDonald's Monopoly qui offraient une chance aux clients de la chaîne restauration rapide, de remporter des prix allant d'un simple burger au gros lot de 1 million de dollars via des vignettes
à récupérer. Cependant, l'opération tourne au scandale, quand on découvre que le jeu a été truqué par un ancien officier de police pendant plus de 10 ans.

## Épisodes
| № | Titre     | Réalisation                          | Première diffusion                   | Durée (en minutes) |
| --- | --------- | ------------------------------------ | ------------------------------------ | ------------------ |
| 1 | Episode 1 | James Lee Hernandez et Brian Lazarte | États-Unis : 3 février 2020 sur HBO  | 56                 |
| Une source anonyme informe l'agent du FBI Doug Mathews d'une escroquerie entourant le jeu McDonald's Monopoly : le cerveau est un homme surnommé Uncle Jerry.                                                                                             |           |                                      |                                      |                    |
| 2 | Episode 2 | James Lee Hernandez et Brian Lazarte | États-Unis : 10 février 2020 sur HBO | 54                 |
| Le FBI enquête sur deux personnalités qui sont liées à l'arnaque. L'agent Mathews et un employée de McDonald's, Amy Murray, rencontrent un ancien gagnant au comportement troublant.                                                                      |           |                                      |                                      |                    |
| 3 | Episode 3 | James Lee Hernandez et Brian Lazarte | États-Unis : 17 février 2020 sur HBO | 57                 |

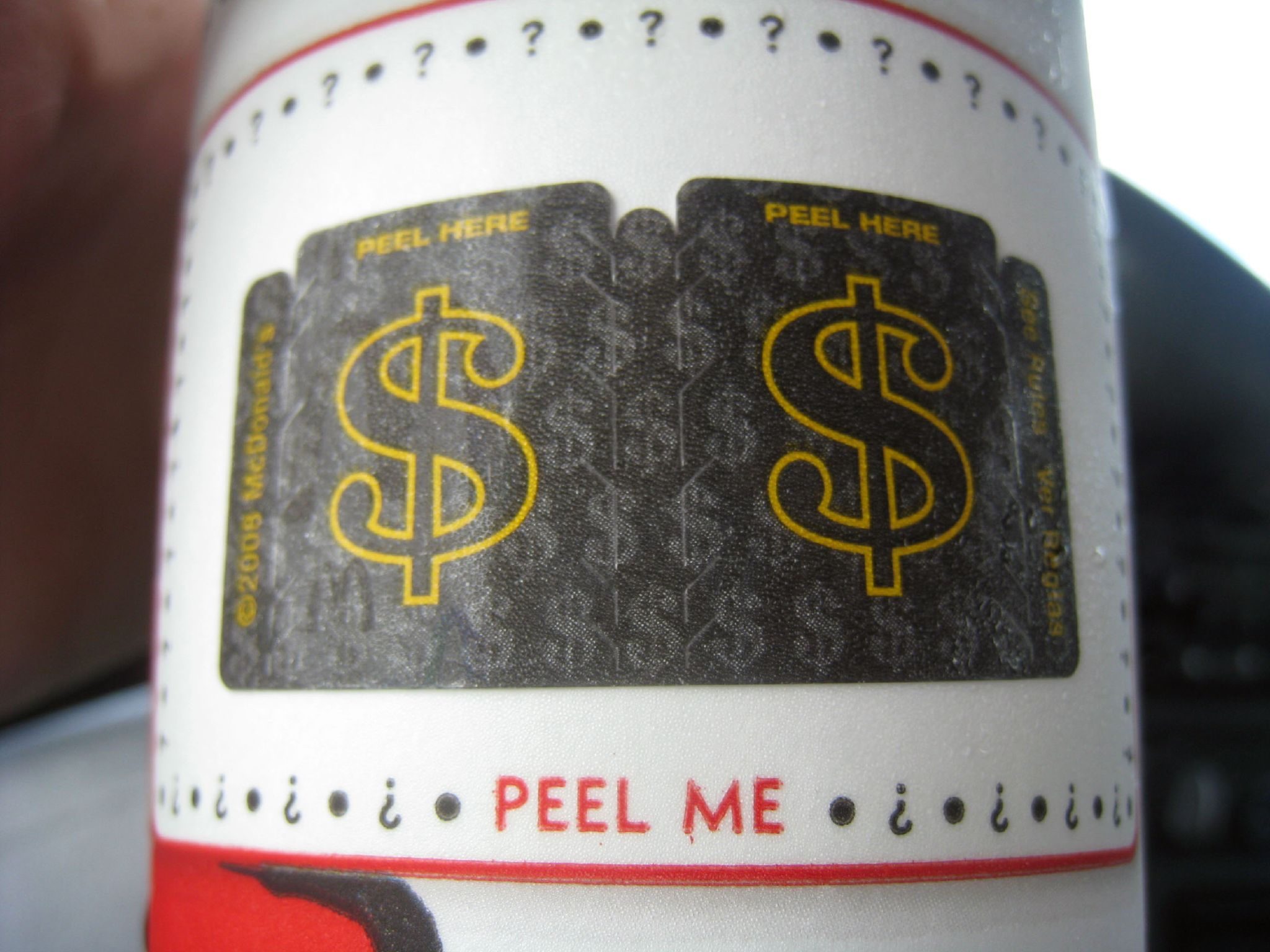
Vignettes type à récupérer (2008)

| Frank Colombo révèle comment Uncle Jerry vendrait les vignettes gagnantes à son frère, Gennaro "Jerry" Colombo, moyennant un pourcentage. Une équipe du FBI interview en caméra caché, une gagnante qui tente de brouiller les pistes.                    |           |                                      |                                      |                    |
| 4 | Episode 4 | James Lee Hernandez et Brian Lazarte | États-Unis : 24 février 2020 sur HBO | 57                 |
| Gennaro "Jerry" Colombo atterrit aux soins intensifs, conduisant Jerome "Jerry" Jacobson à rechercher de nouveaux partenaires. Dwight Baker et d'autres se joignent à l'arnaque. Le FBI recueille des informations sur les intermédiaires de Uncle Jerry. |           |                                      |                                      |                    |
| 5 | Episode 5 | James Lee Hernandez et Brian Lazarte | États-Unis : 2 mars 2020 sur HBO     | 57                 |
| En se concentrant sur Dwight Baker, le FBI intercepte un appel avec Uncle Jerry fournissant des preuves d'un échange de vignettes. Le FBI lance une série d'inculpations dans tout le pays.                                                               |           |                                      |                                      |                    |
| 6 | Episode 6 | James Lee Hernandez et Brian Lazarte | États-Unis : 9 mars 2020 sur HBO     | 57                 |
| À l'approche du procès, certains accusés acceptent de collaborer et d'autres décident de se battre pour prouver leur innocence. Lorsque Jerome "Jerry" Jacobson prend la parole, il révèle tous les détails de l'arnaque.                                 |           |                                      |                                      |                    |